# Fushan (socken i Kina, Zhejiang, lat 28,08, long 120,18)
Fushan (kinesiska: 阜山, 阜山乡) är en socken i Kina. Den ligger i provinsen Zhejiang, i den östra delen av landet, omkring 240 kilometer söder om provinshuvudstaden Hangzhou. Antalet invånare är 5585. Befolkningen består av 2 627 kvinnor och 2 958 män. Barn under 15 år utgör 20,0 %, vuxna 15-64 år 60 %, och äldre över 65 år 18,0 %.
Genomsnittlig årsnederbörd är 2 331 millimeter. Den regnigaste månaden är juni, med i genomsnitt 383 mm nederbörd, och den torraste är januari, med 67 mm nederbörd.